# Maximilian Adam von Blumencron

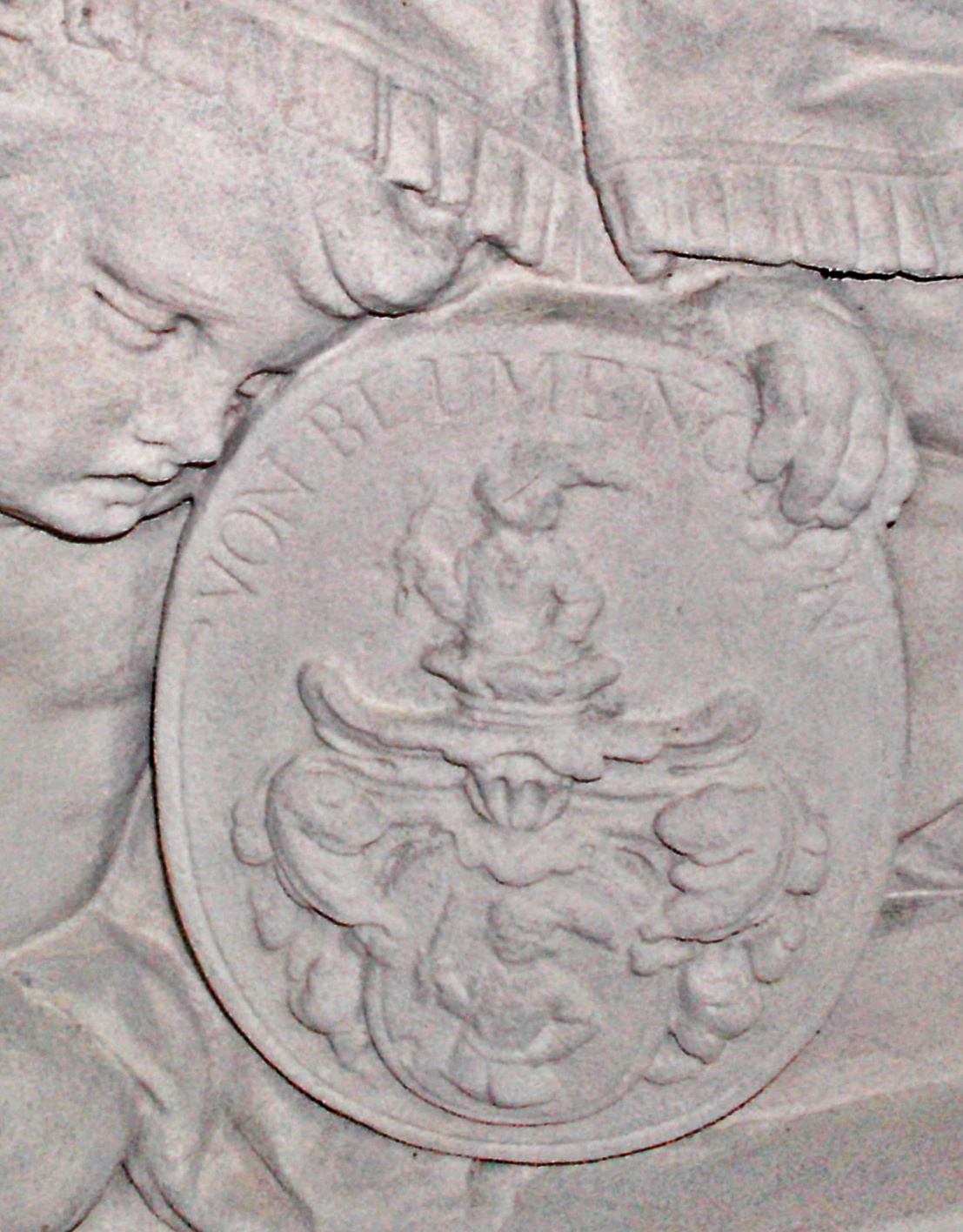
Wappen derer von Blumencron, Detail vom Gedenkmonument in der Prot. Kirche Wattenheim

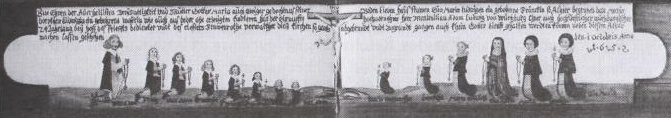
Maximilian Adam von Blumencron (ganz links) mit seiner Familie; Hochaltar der Klosterkirche Frauenroth

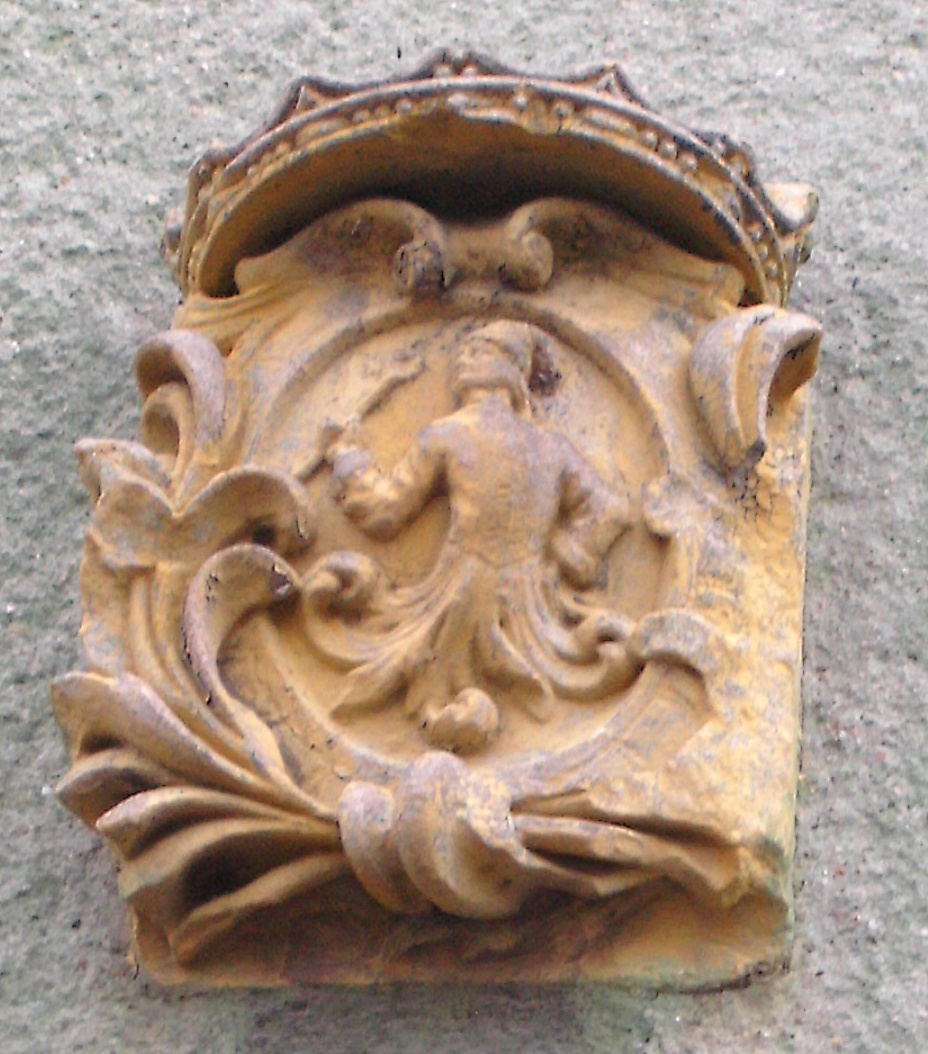
Blumencronsche Wappenfigur mit Löffel (Wattenheim, ehemaliges Herrschaftshaus)

Maximilian Adam von Blumencron, korrekter Adelsname Maximilian Adam Ludwig von Blumencron; ursprünglicher Name ohne Adelsprädikat  Maximilian Adam Ludwig (* 1612 in Babenhausen (Hessen); † nach 1690) war ein Militär der Katholischen Liga im Dreißigjährigen Krieg, später Amtmann der Fürstbischöfe von Würzburg und Begründer des Adelsgeschlechtes der Ritter (später Freiherren) von Blumencron.

## Leben und Wirken
Maximilian Adam von Blumencron bzw. Maximilian Adam Ludwig von Blumencron trug vor seiner Erhebung in den Adelsstand den Familiennamen Ludwig. In der Nobilitierungsurkunde von 1690 heißt es, seine Vorfahren hätten sich um das Hochstift Würzburg bzw. das Herzogtum Franken, in Verwaltungsämtern, wie Rentmeistern oder Kanzlisten verdient gemacht.
Ludwig war Soldat der Katholischen Liga im Dreißigjährigen Krieg. Zunächst Volontär (Freiwilliger) im Reiterregiment des Generalfeldzeugmeisters Hannibal von Schauenburg bzw. Schaumburg (1582–1634) wurde er 1631 in der Schlacht bei Breitenfeld von den Schweden gefangen und längere Zeit in Haft gehalten. Dann diente er drei Jahre als Kornett im Regiment zu Pferde des Freiherrn Johann von Werth (1591–1652) und zwei Jahre als Regiments-Quartiermeister bei Oberst (später General) Johann von Sporck (1600–1679). In letzterer Stellung hatte er sich um die Verpflegung, die Quartiere und den Nachschub der Truppe zu kümmern, worauf offenbar später im Adelswappen der silberne Löffel anspielt.
1637 nahm Maximilian Adam Ludwig seinen Abschied vom Militär und trat in den Verwaltungsdienst der Fürstbischöfe von Würzburg ein. Diese Laufbahn bekleidete er 50 Jahre unter sieben Bischöfen, wobei er Landkommissar für die kaiserlichen bzw. alliierten Truppen, Amtmann des Sinngrundes, Verwalter des Klosters Frauenroth und später Oberschultheiss von Gemünden am Main war. 
Mit 70 Jahren (um 1685) zog sich der Beamte ins Privatleben, auf sein Gut Babenhausen bei Hanau zurück, welches er um 1688, wegen der drohenden Franzoseneinfälle verließ und Besitztümer in Österreichisch-Schlesien erwarb. Mit Adelsbrief vom 21. Juni 1690 erhob ihn Kaiser Leopold I.  als Maximilian Adam Ludwig von Blumencron in den böhmischen Ritterstand. Damit wurde er zum Stammvater des Adelsgeschlechtes von Blumencron, welches später in den Freiherrenrang aufstieg.    
Todesdatum und Todesort des Maximilian Adam Ludwig von Blumencron sind unbekannt.
Er scheint sich mit seiner Familie jedoch auch nach der Nobilitierung zumindest teilweise noch in Babenhausen aufgehalten zu haben, denn seine dritte Frau Anna Maria geb. Faydt starb dort am 15. Februar 1692 und wurde in der Peterskirche des benachbarten Stockstadt am Main beigesetzt.

## Familienverhältnisse
Maximilian Adam Ludwig von Blumencron war dreimal verheiratet.
- 1. Frau: Eva Maria geb. Frank
- 2. Frau: Maria Dorothea Moser
- 3. Frau: Anna Maria (auch Martha) geb. Faydt; † 15. Februar 1692 in Babenhausen

Mit den 3 Frauen zeugte er mindestens 19 Kinder. Historisch bedeutend sind: 
- 1. Franz Ludwig, † um 1703; Generalsteuereinnehmer der Schlesischen Stände in Breslau
- 2. Franz Georg, * 28. März 1651 in Frauenroth;  Kurmainzer Oberfeldkriegskommissar, 1678–1686 bischöflicher Amtmann in Freudenberg (Baden); Erwerber und Begründer der Herrschaft Wattenheim in der Pfalz
- 3. Maximilian Adam, * 20. Oktober 1653 in Frauenroth, † 18. April 1690 in Speyer; Jurist, Kaiserlicher Rat am Reichskammergericht Speyer. Von ihm stammen alle heute noch lebenden Namensträger der Adelsfamilie von Blumencron ab.
- 4. Eva Maria, Chorschwester im Kloster St. Clara zu Bamberg
- 5. Maria Dorothea, * 27. April 1644 in Frauenroth, † 1715; Zisterzienserin und Äbtissin im Kloster Gottesthal bei Oestrich im Rheingau. Ihre Grabplatte wurde bei Bauarbeiten 1992 wiederentdeckt und befindet sich heute in der katholischen Pfarrkirche St. Martin in Oestrich.[2]
- 6. Elisabeth Maria ⚭ Freiherr von Braillat, in Mainz, kaiserlicher Reichshofrat.

Wattenheimer Ortswappen. Die Hälfte mit der Figur ist aus dem Blumencronschen Familien- wappen übernommen

## Wappen
Maximilian Adam Ludwig von Blumencron erhielt 1690 bei der Nobilitierung ein Wappen, das seine Nachkommen, teils leicht abgewandelt, weiterführten. Durch den Blumencronschen Besitz der Herrschaft Wattenheim ging ihre Wappenfigur über in das heutige Gemeindewappen des Dorfes Wattenheim.   
Die Wappenbeschreibung lautete gemäß dem Adelsbrief von 1690: In blauem Schild die von den Knien an gerade aufwärts stehende Figur eines jungen Mannes, bekleidet mit rotem Rock, der vorne mit dunkelroten Knöpfen geschlossen ist, in der Mitte mit einer weißen Binde umgürtet, auf dem Kopf eine rote, geschlitzte ungarische Haube, mit braunem, pelzenem Futter überschlagen; in der rechten Hand ein aufwärts gehaltenes, blankes Schwert führend. Darüber ein Ritterhelm mit roten und blauen Helmdecken, als Helmkleinod eine gleichartige Figur wie im Wappenschild, jedoch mit blauem Rock bekleidet, eine Blumenkrone auf dem Haupt tragend und einen aufwärts gerichteten, silbernen Löffel in der Rechten haltend.

## Altarstiftung

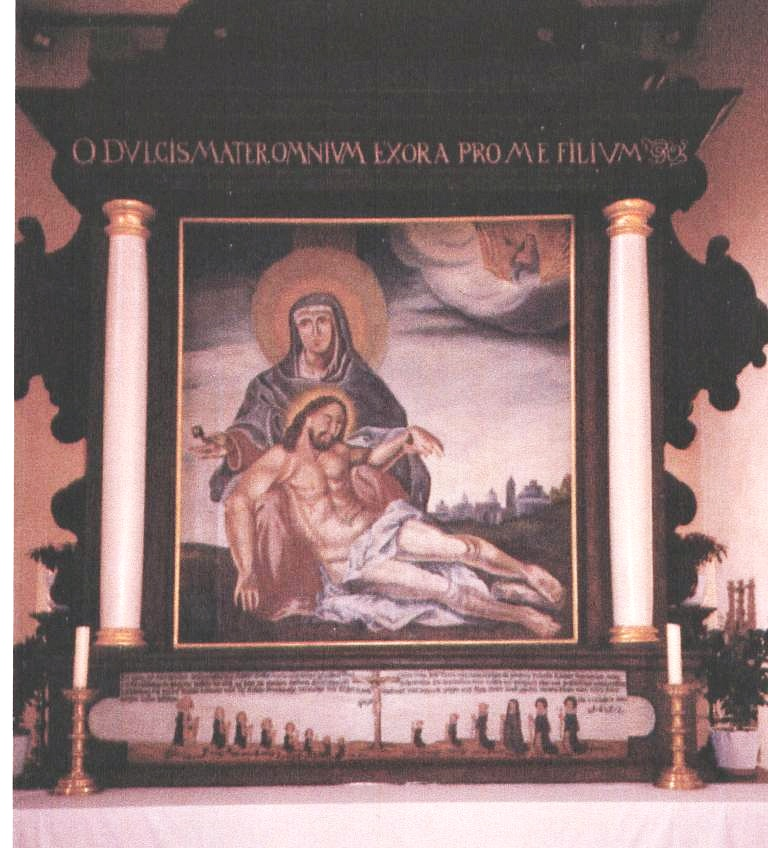
Hochaltar Klosterkirche Frauenroth, mit Darstellung von Maximilian Adam von Blumencron als Stifter

In der Klosterkirche Frauenroth befindet sich ein doppelseitig benutzbarer Barock-Hochaltar. Laut Inschrift auf der Predella (Rückseite) ließ Maximilian Adam von Blumencron als Klosterverwalter die ruinierte Kirche wieder für den Gottesdienst herstellen und hat den Altar 1652 gestiftet. Zu jener Zeit trug er noch den bürgerlichen Familiennamen Ludwig und ist dort zu Füßen eines Kreuzes kniend mit seinen beiden ersten Frauen und 11 Kindern dargestellt. Die Inschrift lautet:

„Zu Ehren der Allerheiligsten Dreifaltigkeit und Mutter Gottes Maria, auch ewiger Gedechtnis seiner beiden lieben Ehefrauen Eva Maria Ludwigin ein gebohrene Fränckin, so allhier begraben, dann Maria Dorothea Ludwigin, ein gebohrene Moserin wie auch aus beider Ehe erzeugten Kindern, hat der ehrenfeste und hochvornehme Herr Maximilian Adam Ludwig von Würtzburg Chur- auch hochfürtslicher Würtzburgischer 24 Jahr lang bei Hof des Stieffts Bedienter und des Klosters Frauenroth Verwalter diese Kirchen, so ganz abgebrannt und zugrundt gangen auch kein Gottesdienst gehalten werden können, neben diesem Altar machen lassen, geschehen den 1. Octrobris Anno 1652"“